# 富蘭克林維爾 (新澤西州)
富蘭克林維爾（英語：Franklinville）是位於美國新澤西州格洛斯特縣的普查規定居民點。

## 人口
根據2020年美國人口普查的數據，富蘭克林維爾的面積為9.11平方千米，當中陸地面積為8.92平方千米，而水域面積為0.19平方千米。當地共有人口1927人，而人口密度為每平方千米211.53人。